# Jordan Hamilton (calciatore)
Jordan Patrick Dear Hamilton (Scarborough, 17 marzo 1996) è un calciatore canadese, attaccante del Shan Utd.

## Caratteristiche tecniche
È un centravanti.

## Carriera

### Club
Cresciuto nelle giovanili del Toronto FC, ha esordito in prima squadra il 12 aprile 2014 in occasione del match perso 1-0 contro il Colorado Rapids. Dopo aver trascorso le prime stagioni in prestito ai Wilmington Hammerheads e alla Trofense, torna in Canada. Con Toronto fa la spola tra prima e seconda squadra, con la formazione della MLS gioca complessivamente 53 partite segnando 11 reti. A fine 2019 passa al Columbus Crew. Il 2 marzo 2021 viene annunciato l’arrivo dell’attaccante all'Indy Eleven.

### Nazionale
Nel 2013 ha partecipato ai Mondiali Under-17.
Con la nazionale Under-20 canadese ha preso parte al campionato nordamericano di calcio Under-20 2015.
Ha esordito con la nazionale maggiore il 14 ottobre 2014 in un'amichevole persa 1-0 contro la Colombia.

## Statistiche

### Presenze e reti nei club
Statistiche aggiornate al 2 gennaio 2020.
| Stagione        | Squadra                | Campionato      | Campionato | Campionato | Coppe nazionali | Coppe nazionali | Coppe nazionali | Coppe continentali | Coppe continentali | Coppe continentali | Altre coppe | Altre coppe | Altre coppe | Totale | Totale | Totale |
| Stagione        | Squadra                | Comp            | Pres       | Reti       | Comp            | Pres            | Reti            | Comp               | Pres               | Reti               | Comp        | Pres        | Reti        | Pres   | Reti   |        |
| --------------- | ---------------------- | --------------- | ---------- | ---------- | --------------- | --------------- | --------------- | ------------------ | ------------------ | ------------------ | ----------- | ----------- | ----------- | ------ | ------ | ------ |
| 2014            | Toronto FC             | MLS             | 1          | 0          | CC              | 0               | 0               |                    | -                  | -                  |             | -           | -           | 0      | 0      |        |
| 2014            | Wilmington Hammerheads | USL Pro         | 11         | 5          | USOC            | 0               | 0               |                    | -                  | -                  |             | -           | -           | 0      | 0      |        |
| 2014-2015       | Trofense               | LdH             | 5          | 0          | CP+CdL          | 0+2             | 0               |                    | -                  | -                  |             | -           | -           | 0      | 0      |        |
| 2015            | Toronto FC             | MLS             | 2          | 0          | CC              | 0               | 0               |                    | -                  | -                  |             | -           | -           | 0      | 0      |        |
| 2016            | Toronto FC             | MLS             | 14         | 3          | CC              | 4               | 2               |                    | -                  | -                  |             | -           | -           | 0      | 0      |        |
| 2017            | Toronto FC             | MLS             | 8          | 2          | CC              | 3               | 0               |                    | -                  | -                  |             | -           | -           | 0      | 0      |        |
| 2018            | Toronto FC             | MLS             | 14         | 2          | CC              | 2               | 1               | CCL                | 3                  | 0                  |             | -           | -           | 19     | 3      |        |
| 2019            | Toronto FC             | MLS             | 14         | 4          | CC              | -               | -               | CCL                | 1                  | 1                  |             | -           | -           | 15     | 5      |        |
| 2020            | Columbus Crew          | MLS             | 0          | 0          |                 | -               | -               |                    | -                  | -                  |             | -           | -           | 0      | 0      |        |
| Totale carriera | Totale carriera        | Totale carriera | 69         | 16         |                 | 11              | 3               |                    | 4                  | 1                  |             | -           | -           | 84     | 20     |        |

### Cronologia presenze e reti in nazionale
| Cronologia completa delle presenze e delle reti in nazionale ― Canada | Cronologia completa delle presenze e delle reti in nazionale ― Canada | Cronologia completa delle presenze e delle reti in nazionale ― Canada | Cronologia completa delle presenze e delle reti in nazionale ― Canada | Cronologia completa delle presenze e delle reti in nazionale ― Canada | Cronologia completa delle presenze e delle reti in nazionale ― Canada | Cronologia completa delle presenze e delle reti in nazionale ― Canada | Cronologia completa delle presenze e delle reti in nazionale ― Canada |
| Data                                                                  | Città                                                                 | In casa                                                               | Risultato                                                             | Ospiti                                                                | Competizione                                                          | Reti                                                                  | Note                                                                  |
| --------------------------------------------------------------------- | --------------------------------------------------------------------- | --------------------------------------------------------------------- | --------------------------------------------------------------------- | --------------------------------------------------------------------- | --------------------------------------------------------------------- | --------------------------------------------------------------------- | --------------------------------------------------------------------- |
| 14-10-2014                                                            | Harrison                                                              | Canada                                                                | 0 – 1                                                                 | Colombia                                                              | Amichevole                                                            | -                                                                     | 90+1’                                                                 |
| 6-10-2016                                                             | Marrakech                                                             | Canada                                                                | 4 – 0                                                                 | Mauritania                                                            | Amichevole                                                            | -                                                                     | 84’                                                                   |
| Totale                                                                |                                                                       | Presenze                                                              | 2                                                                     |                                                                       | Reti                                                                  | 0                                                                     |                                                                       |

## Palmarès

### Competizioni nazionali
- Canadian Premier League: 2

Forge: 2022, 2023